# Živorodka křížená
Živorodka křížená (Poecilia formosa) je sladkovodní ryba z čeledi živorodkovitých (Poeciliidae).

## Areál rozšíření
Žije v Severní Americe, v teplých, sladkých vodách severovýchodního Mexika a v nejjižnějších oblastech amerického státu Texas v řekách Rio Grande a Nueces.

## Rozmnožování
Rozmnožuje se gynogeneticky. Přestože samice potřebuje na oplodnění samce, samčí genetický materiál se neintegruje do vaječných buněk, které jsou již diploidní (kromě výjimečných případů). Dceřiné potomstvo se tedy skládá z identických klonů matky. V důsledku jsou v populaci této rybky výlučně samičky. Anglický název Amazon molly přirovnává tuto rybku ke kmeni žen-bojovnic Amazonek.
Ve volné přírodě se samice typicky páří se samci z jednoho ze čtyř různých druhů, buď Poecilia latipinna, Poecilia mexicana, Poecilia latipunctata, nebo vzácně i Poecilia sphenops. Je možné, že se v populaci P. formosa vzácně vyskytují i triploidní samci, kteří by mohli navodit partenogenezi. Takoví triploidní samci jsou však v přírodě velmi vzácní a nejsou nezbytní pro zachování druhu, proto se populace považuje za čistě samičí.
Pohlavní dospělosti dosahují v období mezi prvním až šestým měsícem po vylíhnutí, a pak rodí 60 až 100 mláďat každých 30–40 dní. Tento fakt má za následek velký potenciál pro růst populace, pokud jsou přítomni samci jednoho ze čtyř zmíněných druhů. Široká variabilita v dosahování pohlavní dospělosti a v množství potomstva jsou dány dědičně, teplotou vody nebo dostupností potravy. V teplejších vodách (okolo 27 °C) s nadbytkem potravy dospívají rychleji a mají více potomků.